# Woutersbrakel
Woutersbrakel (Frans: Wauthier-Braine, Waals: Wåtî-Brinne) is een plaats en sinds de gemeentefusies van 1977 een deelgemeente van de Belgische gemeente Kasteelbrakel. Woutersbrakel ligt in de provincie Waals-Brabant.

## Naam
De naam Woutersbrakel ontstond uit de in de 13e eeuw aan de gemeente gegeven Latijnse naam Brania Walteri, die vermoedelijk verwijst naar de ridder die hier woonde en het goed bezat.

## Geschiedenis
Belangrijk voor de ontwikkeling van Woutersbrakel was de stichting van de cisterciënzerinnenabdij van Woutersbrakel in 1224. De voormalige gemeente voerde dan ook het wapen van de abdij als haar gemeentewapen.

## Bezienswaardigheden
- Enkele overblijfselen van de Abdij van Woutersbrakel namelijk een keldercomplex en een muurrest.
- De Onze-Lieve-Vrouw van Bijstandkapel (Chapelle Notre-Dame de Bon-Secours) is een pijlerkapel van 1749, uitgevoerd in arkose.
- De Sint-Petrus-en-Pauluskerk (Église Saints-Pierre-et-Paul) is een neoclassicistisch bouwwerk van 1829.

## Natuur en landschap
Woutersbrakel ligt aan de Hain die westwaarts naar de Sennette stroomt. De vallei van de Hain ligt te midden van heuvels die boven de 120 meter hoogte uitkomen. Hier liggen een aantal bossen zoals het Bois de Samme, het Bois du Hautmont en het Hallerbos. De hoogte aan de kerk bedraagt 69 meter.

## Demografische ontwikkeling
- Bronnen:NIS, Opm:1831 tot en met 1970=volkstellingen, 1976= inwonersaantal op 31 december

## Verkeer
De deelgemeente had aan spoorlijn 115 een eigen station Woutersbrakel.

## Nabijgelegen kernen
Kasteelbrakel, Dworp, Ophain, Waterloo